# 佛朗哥·拉塞蒂
佛朗哥·迪诺·拉塞蒂（義大利語：Franco Dino Rasetti，1901年8月10日—2001年12月5日），意大利物理学家，他和恩里科·费米一起发现了核聚变反应的关键过程。拉塞蒂基于道德理由拒绝加入曼哈顿计划。